# Mahencyrtus comara
Mahencyrtus comara är en stekelart som först beskrevs av Walker 1837.  Mahencyrtus comara ingår i släktet Mahencyrtus och familjen sköldlussteklar. Arten är reproducerande i Sverige. Inga underarter finns listade i Catalogue of Life.